# Heinrich Kraus (Maler)

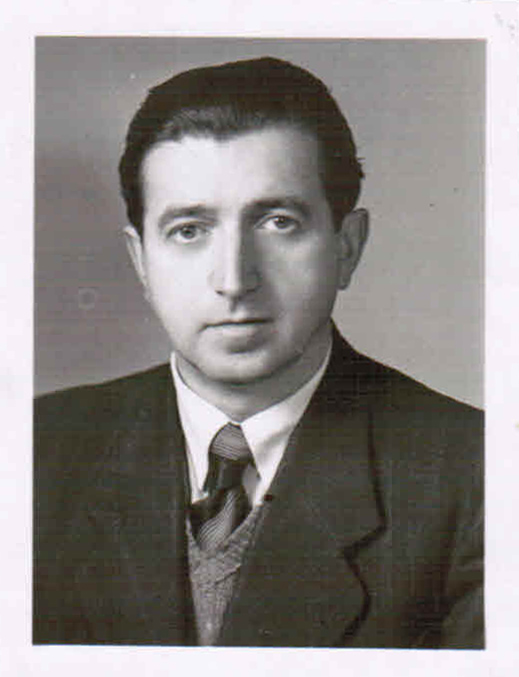
Heinrich Kraus um 1930

Heinrich Kraus (* 12. November 1899 in Böhmisch Aicha, Bezirk Reichenberg, Königreich Böhmen; † 26. August 1966 in München, Freistaat Bayern) war ein akademischer Kunstmaler und Kopist.
Heinrich Kraus war Porträt- und Landschaftsmaler. Er malte u. a. 1939 Geheimrat Dr. jur. Ludwig Strecker (Verlag Schott Mainz), 1947 Thomas Wimmer (erster Oberbürgermeister von München nach dem Zweiten Weltkrieg). Mäzene und Galerien erwarben u. a. Bilder von ihm, die vielfach im In- und Ausland auf Ausstellungen zu sehen waren. „La Revue Moderne - des Arts et de la Vie“ Paris 1936.
Nach dem Besuch der Kunstgewerbeschule in Gablonz ging Heinrich Kraus an die Kunstakademie Prag bei Karl Krattner (1862–1926), um nach Abschluss 1925 nach München zu übersiedeln. Während des Dritten Reiches in Ausstellungen vertreten u. a.
- 1936 "Grosse Münchener Kunstausstellung" in der Neuen Pinakothek mit dem Ölgemälde "Das Jeschkengebirge".
- 1938 "Münchener Kunstausstellung" im Maximilianeum mit dem Ölgemälde "Fräulein Luise D."
- 1939 "Münchener Kunstausstellung" im Maximilianeum mit dem Ölgemälde "H. Hirt"
- 1940 "Münchener Kunstausstellung" im Maximilianeum mit dem Ölgemälde "Mädchen aus dem Egerland"

Neben den zahlreichen Porträts war Heinrich Kraus auch Kopist von Bildern. U.a. hat er Tizians „Madonna mit dem Christkind“, Bartolomé Esteban Murillo „Trauben- und Melonenesser“, van Dyck „Köpfchen des Kindes“, Rubens „Helene Fourment im Brautkleid“ und Werke von Arnold Böcklin kopiert.
Aufgrund eines zunehmenden Augenleidens beging Heinrich Kraus am 26. August 1966 Selbstmord in seinem Schwabinger Atelier in der Gieselastraße 29/III, München.
| Personendaten    | Personendaten                                         |
| ---------------- | ----------------------------------------------------- |
| NAME             | Kraus, Heinrich                                       |
| KURZBESCHREIBUNG | Maler und Kopist                                      |
| GEBURTSDATUM     | 12. November 1899                                     |
| GEBURTSORT       | Böhmisch Aicha, Bezirk Reichenberg, Königreich Böhmen |
| STERBEDATUM      | 26. August 1966                                       |
| STERBEORT        | München, Freistaat Bayern                             |